# Eilema angustipennis
Eilema angustipennis là một loài bướm đêm thuộc phân họ Arctiinae, họ Erebidae.